# Aleksandar Trišović
Aleksandar Trišović (in serbo Александар Тришовић?; Kraljevo, 9 febbraio 1983) è un ex calciatore serbo, di ruolo centrocampista.

## Carriera
Debutta da professionista nel 2001 nell'OFK Belgrado, dove milita per tre stagioni prima di trasferirsi in Ucraina, al Volyn' Luc'k; in seguito passa al Kryvbas Kryvyj Rih.
All'inizio della stagione 2006-2007 passa alla Stella Rossa, dove vince il campionato di Serbia e la coppa di Serbia della stessa stagione.
Nel gennaio del 2008 ritorna in Ucraina, al Metalist Charkiv.

## Palmarès

### Club

#### Competizioni nazionali
- Campionato serbo: 1

Stella Rossa: 2006-2007
- Coppa di Serbia: 1

Stella Rossa: 2006-2007
- Perša Liha: 1

Hoverla: 2011-2012